# 法執行人: バス・リーブス
『法執行人: バス・リーブス』（Lawmen: Bass Reeves）は、チャド・フィーハンが製作総指揮を務め、ショーランナーも務めるアメリカの西部劇テレビミニシリーズ。テイラー・シェリダン、フィーハン、デヴィッド・C・グラッサー、デヴィッド・オイェロウォ、ジェシカ・オイェロウォ、デヴィッド・パームット、クリスティーナ・アレクサンドラ・ヴォロス、ロン・バークル、ボブ・ヤリ、デヴィッド・ハトキンが製作総指揮を務める。ミシシッピ川以西で初のアフリカ系アメリカ人副連邦保安官バス・リーヴスの生涯に基づいている。2023年11月5日にParamount+で初公開された。

## キャスト
※括弧内は日本語吹替。
バス・リーヴス
演 - デヴィッド・オイェロウォ（荒井勇樹）
アーカンソー州フォート・スミスに拠点を置くインディアン準州の連邦治安官になる男。
ジェニー・リーブス
演 - ローレン・E・バンクス（東内マリ子）
バスの妻。
サリー・リーブス
演 - デミ・シングルトン（神戸光歩）
バスの長女。
ビリー・クロウ
演 - フォレスト・グッドラック
チェロキー族の若者。
エサウ・ピアース
演 - バリー・ペッパー（宮内敦士）
第1チェロキー騎馬ライフル隊のリーダー。
シェリル・リン
演 - デニス・クエイド（大塚明夫）
エドウィン・ジョーンズ
演 - グランサム・コールマン
アイザック・C・パーカー
演 - ドナルド・サザーランド（勝部演之）
フォート・スミス裁判所の威厳と威圧感のある裁判官。通称「絞首刑判事」。

### リカーリング
エスメ
演 - ホアキナ・カルカンゴ
アーサー・メイベリー
演 - ロニー・チャヴィス
ラムジー
演 - ロブ・モーガン
フローレンス・ハマーズリー
演 - ヘザー・カフカ（大南友希）

### ゲスト
ジョージ・リーブス
演 - シェー・ウィガム（谷昌樹）
第11連隊の少佐。バスの奴隷所有者。
レイチェル・リーブス
演 - ジェシカ・オイェロウォ（愛ともえ）
バン・ドーン将軍
演 - デヴィッド・リー・スミス（高瀬右光）
サラ・ジャンパー
演 - マーゴット・ビンガム（和優希）
ギャレット・モンゴメリー
演 - ギャレット・ヘドランド（川島得愛）
ブラクストン・ソーヤー
演 - ブライアン・ヴァン・ホルト

## 製作
2021年9月、テイラー・シェリダンがバス・リーブスを題材にしたテレビシリーズを企画しており、デヴィッド・オイェロウォが主演を務めることが発表された。2022年5月、Paramount+で発注され、暫定的に『1883: The Bass Reeves Story』と名付けられた。当初は『イエローストーン』の前編となるシリーズ『1883』のスピンオフとされていたが、その後イエローストーンの世界を舞台にしなくなったことが確認されている。
2024年4月、プロデューサーのチャド・フィーハンは、シリーズが更新される場合はアンソロジーとなり、バス・リーブス以外の歴史上の法執行官に焦点を当てると述べた。
撮影は2022年10月にテキサス州フォートワースで開始された。2023年1月、デニス・クエイドはシリーズの撮影を開始したと述べた。撮影は2023年6月初旬に終了した。

## 評価
レビュー集約サイトのRotten Tomatoesでは、このシリーズは26件のレビューに基づいて81%の支持率を獲得しており、平均評価は6.4/10である。同サイトのコンセンサスは、「デヴッド・オイェロウォがバス・リーヴスの役をうまく引き継いだこの骨太な手続き型ドラマは、展開が遅いが、それでも的を射ている」としている。加重平均を使用するMetacriticは、16人の批評家に基づいて100点満点中65点を付け、「概ね好意的なレビュー」を示している。